# Nekrolog 1587
Nekrolog
◄◄
| ◄
| 1583
| 1584
| 1585
| 1586
| 1587 | 1588 | 1589 | 1590 | 1591 | ► | ►►
Weitere Ereignisse | Allgemeiner Nekrolog 1587
Die Beschreibung der verstorbenen Person sollte so kurz wie möglich gehalten sein und nur deren signifikante Tätigkeit(en) enthalten.
Neue Namen ggf. auch unter dem Geburts- und Sterbedatum, also etwa unter 1. Januar und im Geburts- und Sterbejahr (2024) eintragen (nur bei entsprechender großer Wichtigkeit). Für Beispiele siehe die schon vorhandenen Artikel.
Außerdem über die fünf zuletzt Verstorbenen, zu denen es einen ausreichend guten Artikel für eine Präsentation auf der Hauptseite gibt, nach der todesbedingten Überarbeitung der Artikel ggf. auch unter Wikipedia Diskussion:Hauptseite informieren und sie am besten auch in den anderen Wikipedia-Sprachversionen eintragen. Tipp: Regelmäßig bei news.google.de nach „ist tot“, „gestorben“ oder „verstorben“ suchen.
Wenn eine Person gestorben ist, gibt es viele Seiten zu dieser Person in der Wikipedia, die davon auch betroffen sind und entsprechend aktualisiert werden müssen. Beispiele: Namenübersichtsseite, Geburtsjahr, Geburtsort-Seiten und viele mehr.
Wie finde ich die betroffenen Seiten?
Im Suchfeld auf der linken Seite gibt man den Suchbegriff so ein: „Vorname Nachname“. Dann klickt man auf Volltext und alle Seiten mit entsprechendem Suchtext werden aufgerufen. Hier sieht man dann schnell, wo auch das Todesjahr Sinn macht oder sogar ein Teil des Artikels angepasst werden muss. Auch hilft das „Werkzeug“ auf der linken Seite sehr gut, um solche Seiten aufzufinden: „Links auf diese Seite“. Somit ist die Wikipedia wieder aktuell in allen Bereichen! Hinweis: bei Eintragung der Kategorie „Gestorben JAHR“ wird der Missbrauchsfilter 49 ausgelöst, was jedoch nicht schlimm ist. Siehe: Spezial:Missbrauchsfilter/49
Dies ist eine Liste von im Jahr 1587 verstorbenen bekannten Persönlichkeiten. Die Einträge erfolgen innerhalb der einzelnen Daten alphabetisch sortiert. Tiere sind im Nekrolog für Tiere zu finden.

## Januar
| Tag        | Name                              | Beruf, bekannt als                                                                 | Alter | Beleg |
| ---------- | --------------------------------- | ---------------------------------------------------------------------------------- | ----- | ----- |
| 2. Januar  | Dietrich von Gemmingen            | Direktor des Ritterkanton Kraichgau, begütert in Gemmingen, Filseck und Weilerberg |       |       |
| 21. Januar | Juraj Drašković von Trakošćan     | Bischof und Kardinal                                                               | 71    |       |
| 25. Januar | Georg von Kuenburg                | Erzbischof von Salzburg                                                            |       |       |
| 28. Januar | Francisco Hernandez de Toledo     | spanischer Arzt                                                                    |       |       |
| 31. Januar | Andreas von Schönberg (Lehnsmann) | kursächsischer Lehnsherr                                                           |       |       |

## Februar
| Tag         | Name                           | Beruf, bekannt als                                                | Alter | Beleg |
| ----------- | ------------------------------ | ----------------------------------------------------------------- | ----- | ----- |
| 2. Februar  | François de Beaumont           | französischer Protestantenführer zur Zeit der Religionskriege     |       |       |
| 8. Februar  | Maria Stuart                   | Regentin von Schottland                                           | 44    |       |
| 9. Februar  | Vincenzo Ruffo                 | italienischer Geistlicher, Kapellmeister und Komponist            |       |       |
| 13. Februar | Dorothea von Sachsen           | Herzogin von Braunschweig-Wolfenbüttel                            | 23    |       |
| 22. Februar | Sophie von Brandenburg-Ansbach | Herzogin von Liegnitz                                             | 52    |       |
| 26. Februar | Giovanni Francesco Bonomi      | Bischof und Apostolischer Nuntius der römisch-katholischen Kirche | 50    |       |
| 26. Februar | Magdalena zur Lippe            | Landgräfin von Hessen-Darmstadt                                   | 35    |       |

## März
| Tag      | Name           | Beruf, bekannt als              | Alter | Beleg |
| -------- | -------------- | ------------------------------- | ----- | ----- |
| 15. März | Caspar Olevian | deutscher reformierter Theologe | 50    |       |

## April
| Tag       | Name                              | Beruf, bekannt als                                              | Alter | Beleg |
| --------- | --------------------------------- | --------------------------------------------------------------- | ----- | ----- |
| 4. April  | Prokop Lupáč z Hlaváčova          | Schriftsteller und Historiker                                   |       |       |
| 5. April  | Johann Zanger der Ältere          | deutscher Musiktheoretiker, Jurist und lutherischer Theologe    | 69    |       |
| 8. April  | John Foxe                         | englischer Schriftsteller                                       |       |       |
| 10. April | Heinrich III.                     | Herzog von Münsterberg, Oels und Bernstadt sowie Graf von Glatz | 44    |       |
| 12. April | Peter Busäus                      | Jesuit und Theologe                                             |       |       |
| 16. April | Anne Seymour, Duchess of Somerset | englische Adlige und Literaturpatronin                          |       |       |
| 21. April | Johannes Vischer                  | deutscher Mediziner                                             | 62    |       |
| 22. April | Matthias Colerus                  | deutscher Rechtswissenschaftler                                 |       |       |
| 23. April | Siegmund Vieheuser                | Reichsvizekanzler                                               |       |       |
| 25. April | Leonhart Zollikofer               | Schweizer Kaufmann und Politiker                                | 57    |       |
| 29. April | Matthäus Host                     | deutscher Gräzist und Hochschullehrer                           |       |       |

## Mai
| Tag     | Name                            | Beruf, bekannt als                                                                          | Alter | Beleg |
| ------- | ------------------------------- | ------------------------------------------------------------------------------------------- | ----- | ----- |
| 1. Mai  | Gregor Lange                    | deutscher Kantor und Komponist                                                              |       |       |
| 9. Mai  | Jakob Degen                     | deutscher Jurist, Mediziner, Philosoph und Metaphysiker                                     | 75    |       |
| 10. Mai | Reinhard Scheffer der Ältere    | Kanzler in Hessen                                                                           | 58    |       |
| 14. Mai | Kaspar Schlumpf                 | Schweizer Kaufmann und Bürgermeister                                                        |       |       |
| 17. Mai | Gotthard Kettler                | letzter Meister des Deutschen Ordens in Livland und erster Herzog von Kurland und Semgallen |       |       |
| 18. Mai | Felix von Cantalice             | Heiliger der römisch-katholischen Kirche                                                    |       |       |
| 19. Mai | Georg Eder                      | Jurist und Historiker                                                                       | 64    |       |
| 24. Mai | Charlotte Diane de Foix-Candale | französische Adelige der Renaissance                                                        |       |       |
| 25. Mai | Heinrich Barenbroch             | evangelischer Pfarrer und Reformator der Stadt Essen                                        |       |       |

## Juni
| Tag      | Name                                  | Beruf, bekannt als                                                                   | Alter | Beleg |
| -------- | ------------------------------------- | ------------------------------------------------------------------------------------ | ----- | ----- |
| 12. Juni | Samuel Brothag                        | deutscher Rechtswissenschaftler                                                      |       |       |
| 13. Juni | William Knell                         | englischer Schauspieler                                                              |       |       |
| 15. Juni | Friedrich II.                         | Herzog von Schleswig-Holstein-Gottorf (1586–1587)                                    | 19    |       |
| 15. Juni | Giovanni Battista Pinello di Ghirardi | italienischer Komponist und Kapellmeister der Renaissance                            |       |       |
| 21. Juni | Kılıç Ali Pascha                      | muslimischer Korsar und osmanischer Admiral                                          |       |       |
| 23. Juni | Ōmura Sumitada                        | japanischer christlicher Daimyō                                                      |       |       |
| 27. Juni | Johannes Gallus                       | deutscher Theologe und Dichter                                                       |       |       |
| 28. Juni | Nicolaus Rehdiger der Jüngere         | schlesischer Großhändler, Bankier, Landeshauptmann des Fürstentums Breslau und Mäzen | 62    |       |

## Juli
| Tag      | Name                         | Beruf, bekannt als                                                                 | Alter | Beleg |
| -------- | ---------------------------- | ---------------------------------------------------------------------------------- | ----- | ----- |
| 1. Juli  | Leonhard Badehorn            | deutscher Jurist                                                                   | 76    |       |
| 6. Juli  | Arnold Mercator              | deutscher Kartograph                                                               | 49    |       |
| 6. Juli  | Matthias de Monte            | deutscher Kartäuserprior und Schriftsteller                                        |       |       |
| 7. Juli  | Joachim von Zollern          | Titulargraf von Zollern                                                            | 33    |       |
| 17. Juli | Peter Memmius                | Arzt und Hochschullehrer                                                           |       |       |
| 21. Juli | Giovanni Battista Pietralata | italienischer römisch-katholischer Bischof von Sant’Angelo dei Lombardi e Bisaccia |       |       |
| 28. Juli | Godfried van Mierlo          | niederländischer römisch-katholischer Bischof von Haarlem                          | 69    |       |
| 31. Juli | Theobald Craschel            | Weihbischof und Theologieprofessor in Köln                                         |       |       |

## August
| Tag        | Name                  | Beruf, bekannt als                           | Alter | Beleg |
| ---------- | --------------------- | -------------------------------------------- | ----- | ----- |
| 7. August  | Anton Hoen            | Landschreiber, Befehlshaber und Amtsverweser |       |       |
| 11. August | Nikolaus Elgard       | Weihbischof der katholischen Kirche          |       |       |
| 14. August | Guglielmo Gonzaga     | Herzog von Mantua und Montferrat             | 49    |       |
| 17. August | Filippo Guastavillani | Kardinal der römisch-katholischen Kirche     | 45    |       |
| 29. August | Vincenzo Bellavere    | italienischer Komponist und Organist         |       |       |

## September
| Tag           | Name                      | Beruf, bekannt als                                                          | Alter | Beleg |
| ------------- | ------------------------- | --------------------------------------------------------------------------- | ----- | ----- |
| 2. September  | Walpurga Hausmännin       | bayerische Hebamme, Opfer der Hexenprozesse in Dillingen                    |       |       |
| 3. September  | Gísli Jónsson             | isländischer Geistlicher, Bischof von Skálholt                              |       |       |
| 9. September  | Georg von Khevenhüller    | Kärntner Landeshauptmann                                                    | 54    |       |
| 12. September | Philipp Simonis           | Notar des Speyerer Domstifts, Historiker und Chronist                       |       |       |
| 14. September | Timotheus Kirchner        | lutherischer Theologe, Professor der Theologie und Superintendent in Weimar | 54    |       |
| 19. September | Jacobus Pamelius          | flämischer katholischer Theologe                                            | 51    |       |
| 25. September | Giovanni Battista Fontana | italienischer Künstler                                                      |       |       |

## Oktober
| Tag         | Name                                      | Beruf, bekannt als                                 | Alter | Beleg |
| ----------- | ----------------------------------------- | -------------------------------------------------- | ----- | ----- |
| 3. Oktober  | Andreas II. Sonntag                       | elfter Abt der Reichsabtei Ochsenhausen            |       |       |
| 7. Oktober  | Johann Melchior Heggenzer von Wasserstelz | Vogt und Kaiserlicher Rat                          |       |       |
| 9. Oktober  | Decio Azzolini der Ältere                 | italienischer Kardinal der Römischen Kirche        | 38    |       |
| 19. Oktober | Francesco I. de’ Medici                   | Großherzog der Toskana                             | 46    |       |
| 20. Oktober | Bianca Cappello                           | italienische Mätresse und Großherzogin von Toskana |       |       |
| 20. Oktober | Anne de Joyeuse                           | Baron von Arques, Vizegraf und Herzog von Joyeuse  |       |       |
| 21. Oktober | Johann Wigand                             | deutscher protestantischer Theologe                |       |       |
| 27. Oktober | Michael Beuther                           | deutscher Historiker, Dichter, Jurist und Beamter  | 65    |       |
| 30. Oktober | Charles de Lorraine de Vaudémont          | römisch-katholischer Kardinal                      | 26    |       |

## November
| Tag         | Name                         | Beruf, bekannt als      | Alter | Beleg |
| ----------- | ---------------------------- | ----------------------- | ----- | ----- |
| 1. November | Alfonso d’Este di Montecchio | Markgraf von Montecchio | 60    |       |

## Dezember
| Tag          | Name             | Beruf, bekannt als                                     | Alter | Beleg |
| ------------ | ---------------- | ------------------------------------------------------ | ----- | ----- |
| 5. Dezember  | Giacomo Savelli  | italienischer Kardinal                                 |       |       |
| 9. Dezember  | Heinrich Husanus | deutscher neulateinischer Lyriker, Jurist und Diplomat | 51    |       |
| 11. Dezember | Andreas von Gail | Jurist der Humanistenzeit, Staatsmann                  | 61    |       |

## Datum unbekannt
| Tag | Name                       | Beruf, bekannt als                                                                                                   | Alter | Beleg |
| --- | -------------------------- | --- | ----- | ----- |
|     | Abraham de Bruyn           | flämischer Maler und Kupferstecher                                                                                   |       |       |
|     | Moritz Bünsow              | Bürgermeister der Hansestadt Greifswald                                                                              |       |       |
|     | Antonio Campi              | italienischer Maler                                                                                                  |       |       |
|     | Andrea Camuzio             | Schweizer Mediziner und Hochschullehrer                                                                              |       |       |
|     | Tommaso de’ Cavalieri      | italienischer Zeichner und Sammler                                                                                   |       |       |
|     | Adriaen Coenen             | holländischer Fischhändler mit Interesse an Biologie                                                                 |       |       |
|     | Vincenzo de’ Rossi         | italienischer Bildhauer                                                                                              |       |       |
|     | Oswald Philipp von Eyczing | österreichischer Adliger und Beamter                                                                                 |       |       |
|     | Gianfrancesco Gambara      | italienischer Geistlicher                                                                                            |       |       |
|     | Germain Vaillant de Guélis | französischer Jurist, katholischer Geistlicher und Altphilologe, Bischof von Orléans                                 |       |       |
|     | Nicolas Houël              | französischer Apotheker, Schriftsteller, Waisenhaus- und Schulgründer                                                |       |       |
|     | Gedalja ibn Jachja         | jüdischer Chronist in Italien                                                                                        |       |       |
|     | Hans Khun                  | Dresdner Ratsherr und Bürgermeister                                                                                  |       |       |
|     | Hai Rui                    | chinesischer Beamter                                                                                                 |       |       |
|     | Nicolas Houel              | französischer Apotheker, Schriftsteller, Waisenhaus- und Schulgründer                                                |       |       |
|     | Jan Rubens                 | Rechtsgelehrter |       |       |
|     | Filippo Venuti             | italienischer Übersetzer, Latinist, Italianist und Lexikograf                                                        |       |       |
|     | Antun Vramec               | kroatischer Schriftsteller                                                                                           |       |       |
|     | Stellan Wakenitz           | mecklenburgischer Amtmann, pommerscher Rat und Amtshauptmann                                                         |       |       |
|     | Bastian von Weitershausen  | Hofmarschall und Diplomat in Diensten der Landgrafschaft Hessen, des Herzogtums Württemberg und des Deutschen Ordens |       |       |
|     | Hans Wessel                | deutscher Goldschmied                                                                                                |       |       |
|     | George Whetstone           | englischer Dramatiker und Autor                                                                                      |       |       |